# Paradise Hotel
 For alternative betydninger, se Paradise Hotel (flertydig). (Se også artikler, som begynder med Paradise Hotel)
|  | Den danske udgave af Paradise Hotel er beskrevet under Paradise Hotel (Danmark) |
Paradise Hotel er et amerikansk realityshow som for første gang blev sendt på tv-kanalen Fox i 2003, samt i 2008 på MyNetworkTV og Fox Reality Channel. I showet er en gruppe af singler indlogeret på et øde luksushotel, hvor de konkurrerer om hvem, der kan blive længst på hotellet. Periodisk fjernes personer fra showet, og nye personer erstatter dem. Hver uge vælges partnere, og de skal dele hotelværelse. En person er tilbage, og denne skal forlade hotellet og erstattes i næste afsnit af en ny person. Showet er lavet af Mentorn, et engelsk produktionsselskab, som har produceret adskillige udgaver rundt om i verden.

## Internationale udgaver

### Israelsk udgave
Den israelske udgave af Paradise Hotel udgave havde premiere i september 2008 på tv-kanalen Channel 2 med titlen מפרץ האהבה (The Bay of Love)

### Dansk udgave
Den danske udgave af Paradise Hotel havde premiere i september 2005 på tv-kanalen TV3. Den sjette sæson blev sendt i 2010. Finalen var med rekord i antal seere for serien i Danmark.
Programmet har oplevet stigende medgang for hver sæson, og den danske udgave er blevet en model for andre lande der producerer programmet[kilde mangler].

### Svensk udgave
Den svenske udgave af Paradise Hotel blev vist på TV4 i 2005 og 2006. Den tredje sæson blev vist på TV6 i 2009-2010, mens den femte sæson fra 2013 blev vist på TV3.

### Norsk udgave
Den norske udgave af Paradise Hotel blev optaget i 2009 i januar og februar og havde premiere på TV3 marts samme år. Værtinden på showet var den glamourøse Triana Iglesias. Vinderen af den første sæson blev Petter Pilgaard og Benedicte Valen og prisen på NOK 300.000 blev delt ligeligt mellem parret.

### Russisk udgave
Den russiske udgave af Paradise Hotel ("Каникулы в Мексике") havde premiere i 2011 på MTV Russia. Den anden sæson blev udgivet i 2012.

### Hollandsk udgave
Den hollandske udgave af Paradise Hotel blev vist på en hollandsk TV-kanal i september 2005.